# 松川町

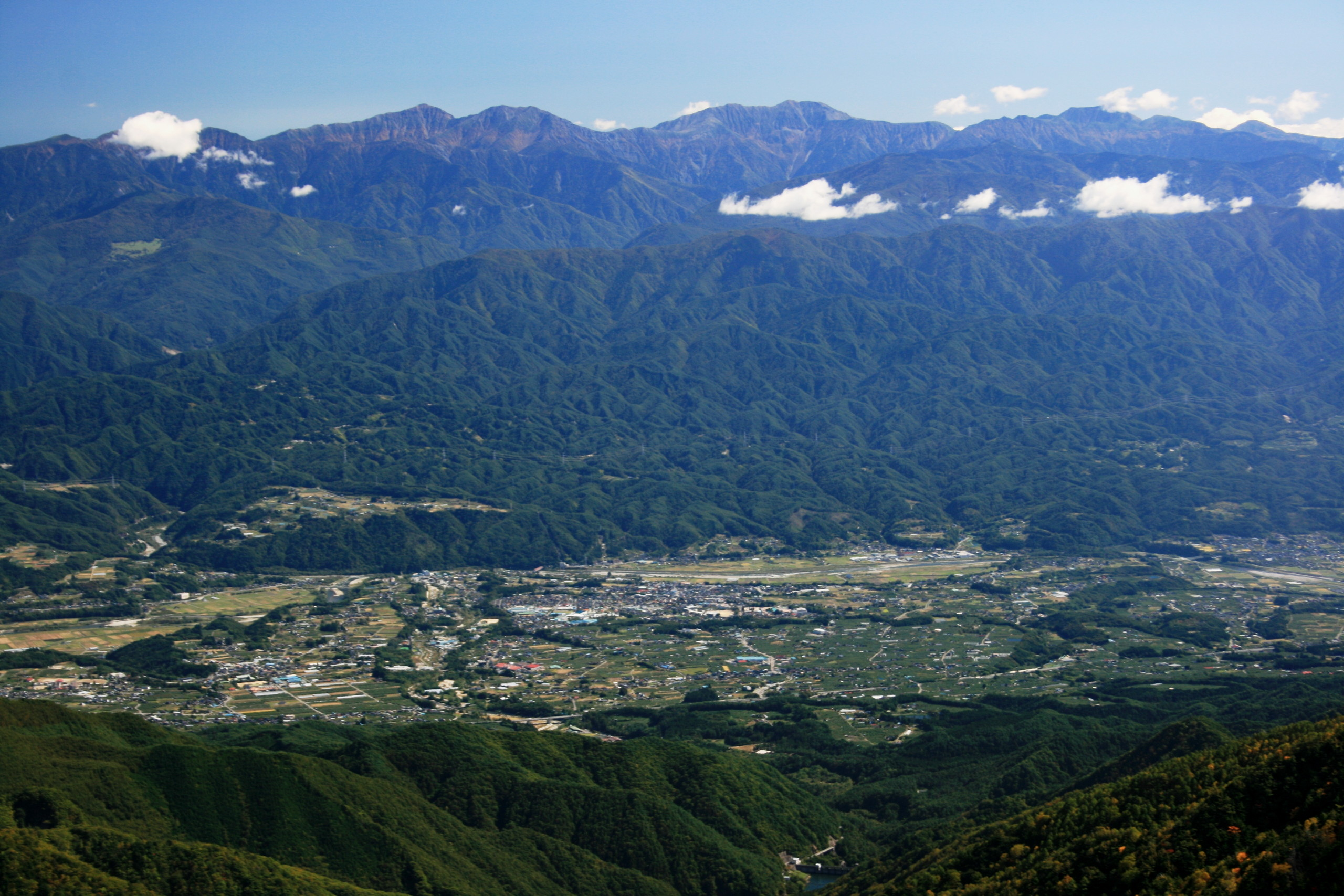
烏帽子岳方面から望む松川町中心部、遠景は赤石山脈

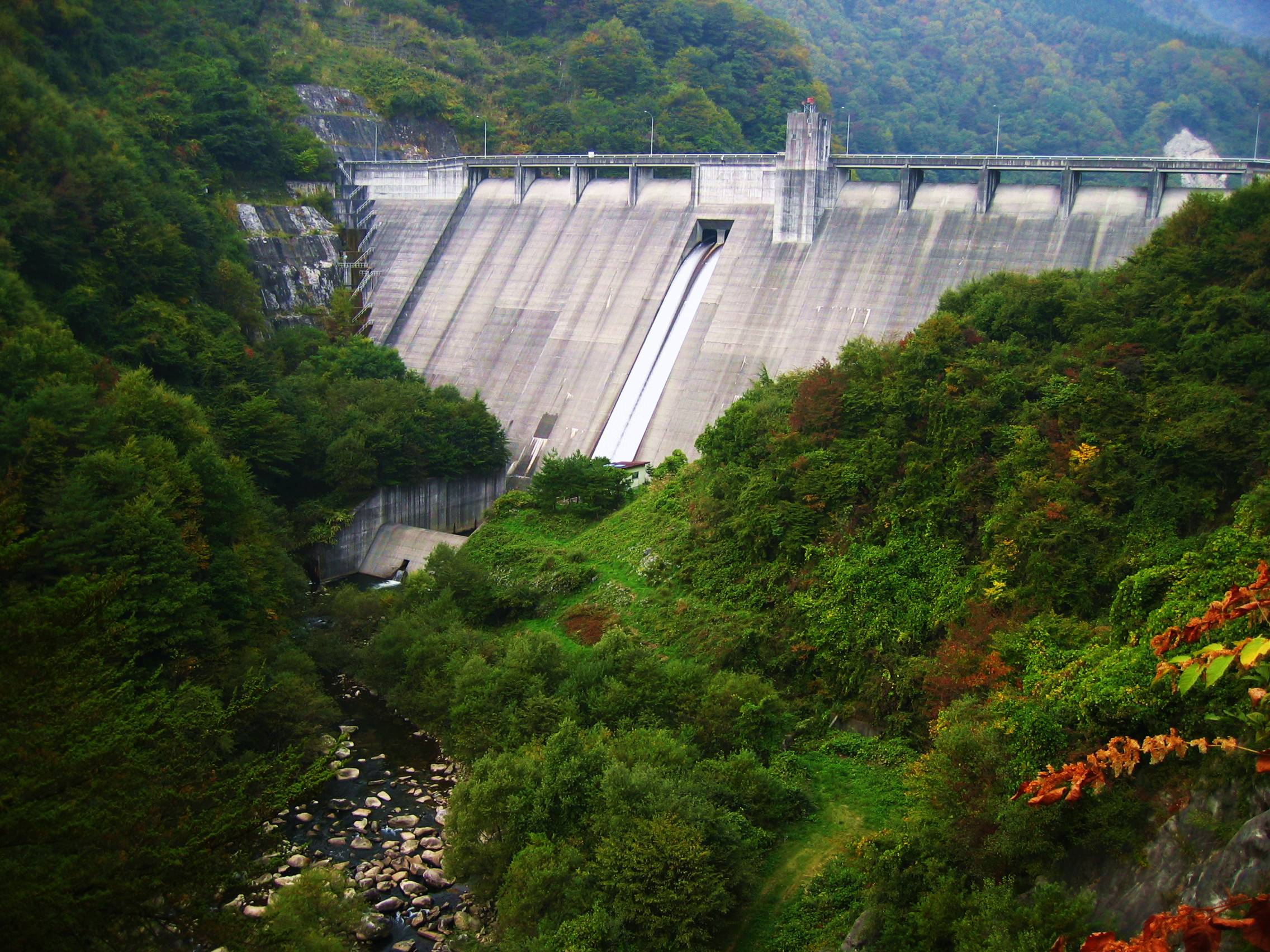
片桐ダム

松川町（まつかわまち）は、長野県南部にある町。下伊那郡に属する。

## 地理
伊那谷（伊那盆地）のほぼ中央に位置する。町域は東西約21 km、南北約6 kmと細長く、東は伊那山地、西は木曽山脈に達する。町の中央を天竜川が北から南に流れ、東西に段丘が形成される。

### 河川
- 天竜川
- 小渋川
- 片桐松川
- 寺沢川
- 間沢川

### 湖沼
- 小渋湖（小渋ダム湖）
- 松川湖（片桐ダム湖）

### 山
- 大島山
- 本高森山
- 小八郎岳

### 自然公園
- 中央アルプス国定公園
- 天竜小渋水系県立自然公園

### 隣接する自治体
- 飯田市
- 上伊那郡飯島町、中川村
- 下伊那郡高森町、豊丘村、大鹿村

### 地区
- 元大島（もとおおじま）
  - 行政、金融、商業等の施設が集まり、住宅地、工場団地が拓ける。
- 大島（おおじま）
  - 梨、りんご等の果樹園が広がり農業が盛ん。古くは三州街道が通り大島宿が形成された。
- 上片桐（かみかたぎり）
  - 果樹園、水田が広がり、かつては三州街道沿いに片桐宿が開かれた。北で上伊那郡飯島町に接する。
- 生田（いくた）
  - 天竜川の東に位置する。天竜川沿いには水田が広がるほか工業団地の形成も見られる。傾斜地では畜産、小梅の栽培などが行われる。

なお、「大島」「元大島」の住所登録は「おおじま」と濁音表記だが、公的機関等の多くは「おおしま」と清音表記（伊那大島駅・大島郵便局・大島城など）。

## 歴史
- 1956年（昭和31年）9月20日 − 下伊那郡大島村・上伊那郡上片桐村が合併して発足。中央アルプスから流れる片桐松川より松川の名をとった。
- 1959年（昭和34年）4月1日 − 生田村を編入。
- 1959年（昭和34年）8月1日 − 高森町の一部（山吹の一部）を編入。
- 1961年（昭和36年）6月27日 − 大水害が起きる。年号から36災害（さぶろくさいがい）と呼ばれる。
- 1986年（昭和61年）10月2日 − 静岡県榛原郡相良町と友好姉妹都市提携を締結。
- 2006年（平成18年）10月1日 − 相良町の合併に伴い、牧之原市との友好姉妹都市提携を締結。
- 2012年（平成24年）10月1日 − 埼玉県蓮田市と災害時相互応援協定の締結、友好交流都市宣言を調印。
- 2016年（平成28年）3月30日 − 町全域が「南信州松川町りんごワイン・シードル特区」に認定される。[1]
- 2016年（平成28年）12月9日 − 東京オリンピック・パラリンピックにおけるコスタリカのホストタウンとなる。[2]
- 2018年（平成30年）4月2日 – 一般社団法人南信州まつかわ観光まちづくりセンターが発足。
- 2020年（令和2年）3月27日 – 町域の一部が中央アルプス国定公園に指定される。[3]
- 2020年（令和2年）10月9日－松川町が舞台となった映画実りゆくが全国公開される。

## 人口
| |                                        |  |
| 松川町と全国の年齢別人口分布（2005年） | 松川町の年齢・男女別人口分布（2005年） |  |
| ■紫色 ― 松川町 ■緑色 ― 日本全国 | ■青色 ― 男性 ■赤色 ― 女性              |  |
| 松川町（に相当する地域）の人口の推移 \| 1970年（昭和45年） \| 12,411人 \| \| \| 1975年（昭和50年） \| 12,627人 \| \| \| 1980年（昭和55年） \| 13,108人 \| \| \| 1985年（昭和60年） \| 13,511人 \| \| \| 1990年（平成2年） \| 13,422人 \| \| \| 1995年（平成7年） \| 13,617人 \| \| \| 2000年（平成12年） \| 14,070人 \| \| \| 2005年（平成17年） \| 14,117人 \| \| \| 2010年（平成22年） \| 13,676人 \| \| \| 2015年（平成27年） \| 13,167人 \| \| \| 2020年（令和2年） \| 12,530人 \| \| |                                        |  |
| 総務省統計局 国勢調査より |                                        |  |
| 1970年（昭和45年） | 12,411人                               |  |
| 1975年（昭和50年） | 12,627人                               |  |
| 1980年（昭和55年） | 13,108人                               |  |
| 1985年（昭和60年） | 13,511人                               |  |
| 1990年（平成2年） | 13,422人                               |  |
| 1995年（平成7年） | 13,617人                               |  |
| 2000年（平成12年） | 14,070人                               |  |
| 2005年（平成17年） | 14,117人                               |  |
| 2010年（平成22年） | 13,676人                               |  |
| 2015年（平成27年） | 13,167人                               |  |
| 2020年（令和2年） | 12,530人                               |  |

## 行政

### 町長
- 北沢秀公（2023年4月27日就任：1期目）

松川町民体育館

| 氏名     | 就任日                    | 退任日                    | 当選回数 |
| -------- | ------------------------- | ------------------------- | -------- |
| 北沢秀公 | 2023年（令和5年）4月27日  | 現職                      |          |
| 宮下智博 | 2019年（平成31年）4月27日 | 2023年（令和5年）4月26日  | 1期      |
| 深津 徹  | 2011年（平成23年）4月27日 | 2019年（平成31年）4月26日 | 2期      |
| 竜口文昭 | 2003年（平成15年）4月27日 | 2011年（平成23年）4月26日 | 2期      |
| 大場茂雄 | 1991年（平成3年）4月27日  | 2003年（平成15年）4月26日 | 3期      |
| 佐藤嘉一 | 1983年（昭和58年）4月27日 | 1991年（平成3年）4月26日  | 2期      |

### 公的機関

松川町図書館・資料館

- 上片桐支所
- 生田支所
- 松川町中央公民館「えみりあ」
- 松川町図書館
- 松川町資料館
- 農村観光交流センター「みらい」
- 子育て支援センター「おひさま」

### 教育

#### 保育園
- 松川町立名子中央保育園
- 松川町立双葉保育園
- 松川町立大島保育園
- 松川町立上片桐保育園
- 松川町立福与保育園－信州型自然保育（信州やまほいく）認定園

#### 小学校
- 松川町立松川中央小学校
- 松川町立松川北小学校
- 松川町立松川東小学校（2015年4月より松川中央小学校に統合）

#### 中学校
- 松川町立松川中学校

#### 高等学校
- 長野県松川高等学校

### 医療

下伊那赤十字病院

- 下伊那赤十字病院
- 上片桐診療所

### 警察
- 飯田警察署（飯田市）の管轄
  - 松川町交番

### 消防
- 飯田広域消防本部
- 松川町消防団

### 広域行政
- 南信州広域連合
  - 飯田市と下伊那郡の1市3町10村で構成される広域連合。介護、ごみ処理、消防業務などを行う。
- 下伊那北部総合事務組合
  - 下伊那郡北部５町村（松川町、高森町、喬木村、豊丘村、大鹿村）で構成される一部事務組合。火葬場の共同設置、事務共同化に関する調査研究、情報交換、職員研修などを行う。
- 長野県地方税滞納整理機構
  - 長野県及び長野県内の全市町村により構成される広域連合。徴収が困難な地方税の滞納事案を処理するため、地方自治法第284条第3項の規定に基づいて設置された。
- 長野県後期高齢者医療広域連合
  - 長野県内の全市町村により構成される広域連合。高齢者の医療の確保に関する法律の第48条に基づき、加入者（市町村）が共同で後期高齢者医療制度を円滑に進めるために設立された。

## 議会

### 町議会
- 議長：中平 文夫
- 定数：12名
- 任期：2022年（令和4年）11月30日～2024年（令和6年）11月29日

### 長野県議会
- 任期：2019年（平成31年）4月30日～2023年（令和5年）4月29日
- 2020年4月執行の一般選挙より飯田市選挙区（定数：3名）と合区し、飯田市下伊那郡選挙区（定数：4名）となった。[4]

| 選挙区                 | 定数 | 議員名   | 政党名           | 所属委員会                         | 当選回数 |
| ---------------------- | ---- | -------- | ---------------- | ---------------------------------- | -------- |
| 飯田市・下伊那郡選挙区 | 4名  | 川上信彦 | 県民クラブ・公明 | 産業観光企業委員会                 | 1回      |
| 飯田市・下伊那郡選挙区 | 4名  | 熊谷元尋 | 改革・創造みらい | 環境文教委員会                     | 1回      |
| 飯田市・下伊那郡選挙区 | 4名  | 小池 清  | 自由民主党県議団 | 危機管理建設委員会                 | 5回      |
| 飯田市・下伊那郡選挙区 | 4名  | 小島康晴 | 改革・創造みらい | 総務企画警察委員会・決算特別委員会 | 4回      |

### 衆議院
- 選挙区：長野5区（飯田市、伊那市、駒ヶ根市、上伊那郡、下伊那郡）
- 任期：2021年10月31日 - 2025年10月30日
- 投票日：2021年10月31日
- 当日有権者数：280,074人
- 投票率：64.55％

| 当落 | 候補者名 | 年齢 | 所属党派   | 新旧別 | 得票数   | 重複 |
| ---- | -------- | ---- | ---------- | ------ | -------- | ---- |
| 当   | 宮下一郎 | 63   | 自由民主党 | 前     | 97,730票 | ○    |
|      | 曽我逸郎 | 65   | 立憲民主党 | 新     | 80,408票 | ○    |

### 参議院
| 選挙区       | 定数             | 任期                                                | 議員名   | 政党名     | 当選回数 |
| ------------ | ---------------- | --------------------------------------------------- | -------- | ---------- | -------- |
| 長野県選挙区 | 2名（改選数1名） | 2016年（平成28年）7月26日～2022年（令和4年）7月25日 | 杉尾秀哉 | 立憲民主党 | 1回      |
| 長野県選挙区 | 2名（改選数1名） | 2021年（令和3年）4月28日～2025年（令和7年）7月28日  | 羽田次郎 | 立憲民主党 | 1回      |

## 産業・経済
主要産業は工業と農業。特に梨、リンゴ等の果樹栽培が盛ん。

### 主要企業
- ASフーズ（松川工場・松川第2工場）
- NSKマイクロプレシジョン（松川工場）
- 川辺製作所（長野事業所）
- グラビアジャパン（信州工場）
- コシブ精密（長野工場）
- 信州航空電子
- 大王パッケージ（中部事業部長野製造部）
- 多摩川精機（第3事業所）
- チャンネル・ユー
- 南信サービス
- 日邦電機（長野工場）
- ヒューブレイン（信州松川事業所）
- ユニプリント
- ルビコン株式会社松川事業所

### 金融機関
- 八十二銀行（松川支店）
- 飯田信用金庫（大島支店）
- アルプス中央信用金庫（上片桐支店）
- みなみ信州農業協同組合（松川支所）

### 郵政
郵便番号は、町内全域が「399-33xx」である。また、町内には以下の郵便局が所在する。
- 大島郵便局（集配郵便局）
- 上片桐郵便局
- 生田郵便局
- 大島西簡易郵便局

### 商業
- A・コープ（リカまつかわ店）
- キラヤ（大島店）
- クスリのサンロード（松川店）
- ツルハドラッグ（松川大島店）
- ファッションセンターしまむら（松川店）
- ホンダカーズ松川
- ホームセンターすまいる
- あらい商店街

### 電力
- 長野県企業局－小渋第1発電所・小渋第2発電所・小渋第3発電所・くだものの里まつかわ発電所・小渋えんまん発電所
- 中部電力－生田発電所

## 交通

伊那大島駅および駅前

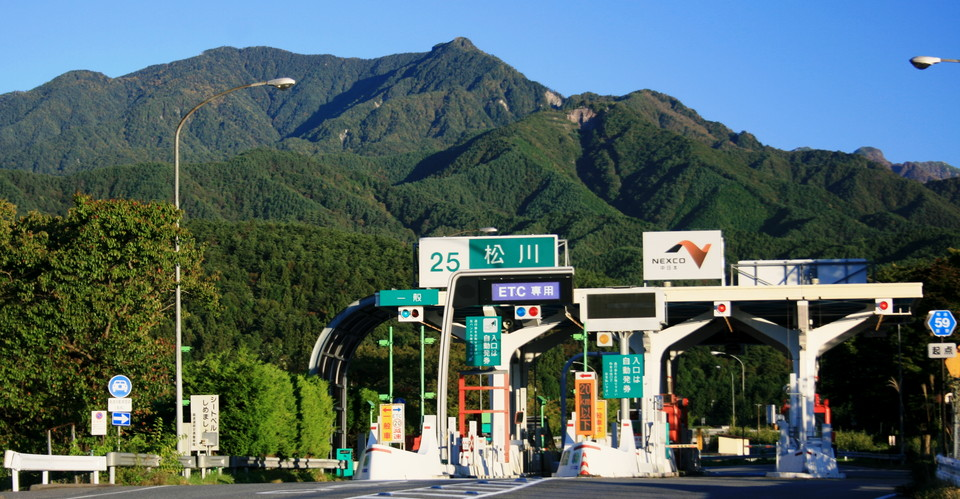
松川インターチェンジ

### 鉄道
- 東海旅客鉄道（JR東海）
  - 飯田線：伊那大島駅 - 上片桐駅
  - このほか、伊那田島駅 - 高遠原駅間でも町内を通過している。

### バス
町内に伊那バス松川営業所が立地する。
コミュニティバス

伊那バス松川営業所

- 松川町コミュニティバス「まつかわフルーツバス」
  - 町が運行するコミュニティバス。伊那バスへ運行委託。伊那バス#コミュニティバスを参照。
- 中川村営巡回バス - 南回り線の一部が松川町内に乗り入れる。

一般路線バス
- 伊那バス
  - 大鹿線
  - 南アルプス登山バス鳥倉線

#### 高速バス
- 飯田 - 新宿線（中央高速バス）
- 飯田 - 横浜線（ベイブリッジ号）
- 箕輪・伊那・駒ヶ根 - 名古屋線（中央道高速バス）
- 箕輪・伊那・駒ヶ根 - 大阪（梅田）・USJ線（アルペン伊那号）
- 飯田 - 長野線（みすずハイウェイバス）
- 飯田 - 立川線（中央高速バス立川飯田線）

### 道路

#### 高速道路
- 中央自動車道
  - 松川IC
  - 松川BS

#### 一般国道
- 国道153号

#### 都道府県道
- 主要地方道
  - 長野県道15号飯島飯田線
  - 長野県道18号伊那生田飯田線
  - 長野県道22号松川大鹿線
  - 長野県道59号松川インター大鹿線
- 一般県道
  - 長野県道223号上片桐停車場線
  - 長野県道224号上片桐停車場鶴部線

#### その他主要道路
- 伊那南部広域農道

### ナンバープレート
南信州ナンバー
2025年5月7日以降、飯田市、下伊那郡各町村とともに、ご当地ナンバーである南信州ナンバーが割り当てられている。

## 姉妹都市・友好交流都市
- 静岡県牧之原市
  - 榛原郡相良町と1986年（昭和61年）10月2日締結。合併による牧之原市発足のため2006年10月1日改めて締結。
- 埼玉県蓮田市
  - 2012年（平成24年）10月1日災害時相互応援協定の締結、友好交流都市宣言を調印。
  - 2016年（平成28年）10月29日松川町町制施行60周年式典で友好姉妹都市提携盟約書に調印。

## 名所・旧跡・観光スポット・祭事・催事

### 名所・旧跡・観光スポット
- 信州まつかわ温泉「清流苑」
  - アルカリ性単純温泉。宿泊施設も備える。
- フォレストアドベンチャー松川
  - 2014年に開業。周辺は森林セラピー基地に認定されている。
- ツリードーム南信州まつかわ
  - ベルギー生まれの木に吊るしたドームテントのグランピング宿泊施設。
- 大島城跡
  - 地元領主の大島氏により築城された。戦国期には武田信玄が伊那郡支配の拠点として改修を行った。甲州流築城術の特徴である丸馬出し、三日月堀、枡形虎口などの遺構が良好な状態で残る。
- 船山城跡
  - 長野県史跡。上伊那郡中川村に跨がり立地する中世城跡。
- 円満坊
  - 長野県宝に指定された「木造阿弥陀如来坐像」が安置される。桜の名所としても知られる。
- 嶺岳寺
  - 西方に中央アルプス、眼下に天竜川を望む高台に位置する。ヒガンバナの名所。
- 果物
  - りんご、梨、さくらんぼ、ブルーベリー、プルーンなどの果物狩りが盛んで、直売所が多く立地する。「南信州松川町りんごワイン・シードル特区[5]」に認定されており、果物を活かしてワイン、シードルを生産している。
- 松川渓谷
- 名子氏館跡
- 名子城跡

### 寺院
- 華厳寺
- 瀧泉寺
- 清泰寺
- 彌勒寺
- 林叟院
- 大昌寺
- 海藏寺
- 嶺岳寺
- 瑞應寺
- 長光寺
- 妙泉寺
- 光蓮寺
- 本光寺

### 祭事・催事
- 台城公園（大島城）つつじ祭り（毎年5月3日）
- 清流苑まつり
- あらい祇園祭（7月第3土曜日）
- ふじ祭り（りんごふじの収穫祭12月初旬）
- 南信州まつかわハーフマラソン

### その他
- ごぼとん丼（ご当地グルメ）

## 著名人

### 出身者
- 上條謙二郎（東北大学名誉教授、紫綬褒章）
- 本多勝一（ジャーナリスト、週刊金曜日編集委員）
- 並木のり子（声優）
- 矢野圭吾（陸上競技選手）
- 小椋善男（日本歯科医師会長）
- 宮澤文吾（近代花き育種の始祖）
- 宮澤芳重（地蔵になった男）
- 松尾アトム前派出所（お笑い芸人）
- 森下愛里沙（タレント、モデル）

### ゆかりの著名人
- 吉田博美（元参議院議員、元自由民主党総裁特別補佐・参議院幹事長、元裁判官弾劾裁判所裁判長、元長野県議会議長）松川町育ち
- GLIM SPANKY（ミュージシャン、松川高等学校卒）